# Terra Preta (Mairiporã)
Terra Preta é um distrito do município brasileiro de Mairiporã, que integra a Região Metropolitana de São Paulo.

## História

### Origem
Chamado de Bom Jesus da Pedra Fria pelos bandeirantes que ali paravam para descansar de suas longas caminhadas, o distrito de Terra Preta já foi denominado por Bom Jesus de Terra Preta (como vemos em mapas editados pela Delta) e em documentos de maio de 1812, por Portão do Juqueri. 
Em 4 de maio de 1812, é inaugurada a primeira igreja matriz do distrito, construída por escravos após a autorização da paróquia de São Paulo. Igreja que mais tarde, em 2014, foi demolida pelo Padre Paulo Sérgio.
A denominação de Portão do Juqueri ocorreu pela primeira vez em um documento em que os moradores do bairro foram solicitar ao bispo de São Paulo, D. Mateus Pereira, que “autorizasse o ereção de uma ermida em louvor ao Bom Jesus”, na capela situada atrás da igreja, inaugurada em 1818.
Em 1929, houve a inauguração da primeira escola pública do distrito.
Ao redor da igreja Bom Jesus da Pedra Fria haviam 21 casas que haviam sido construídas com o objetivo de acomodar a população durante os festejos que duravam cerca de 3 dias. Costume esse que foi desaparecendo desde 1940, a pedido dos padres que assumiram a paróquia e essas casas passaram a ter função de moradia.
Em 1967, é promulgada uma lei de proteção aos mananciais, impedindo desde então que Mairiporã tenha qualquer unidade industrial em sua área e forçando empresas a construírem seus alojamentos no ainda bairro de Terra Preta, por isso ele passa a ser caracterizado como "industrial".
Em 29 de abril de 1991, o prefeito Luiz Salomão Chamma promulga a Lei n°1534 que cria o Distrito de Terra Preta, que passa a ser conhecido como Distrito Industrial de Terra Preta.

### Toponímia
O topônimo "Terra Preta" se dá em razão da origem do solo da região ser de cor predominantemente preta.

### Pedido de emancipação
O distrito tentou a emancipação político-administrativa e ser elevado à município, através de processo que deu entrada na Assembléia Legislativa do Estado de São Paulo no ano de 1994, mas o processo encontra-se com a tramitação suspensa.

## Geografia

### Área territorial
A área territorial do distrito é de 44,181 km².

### Bairros

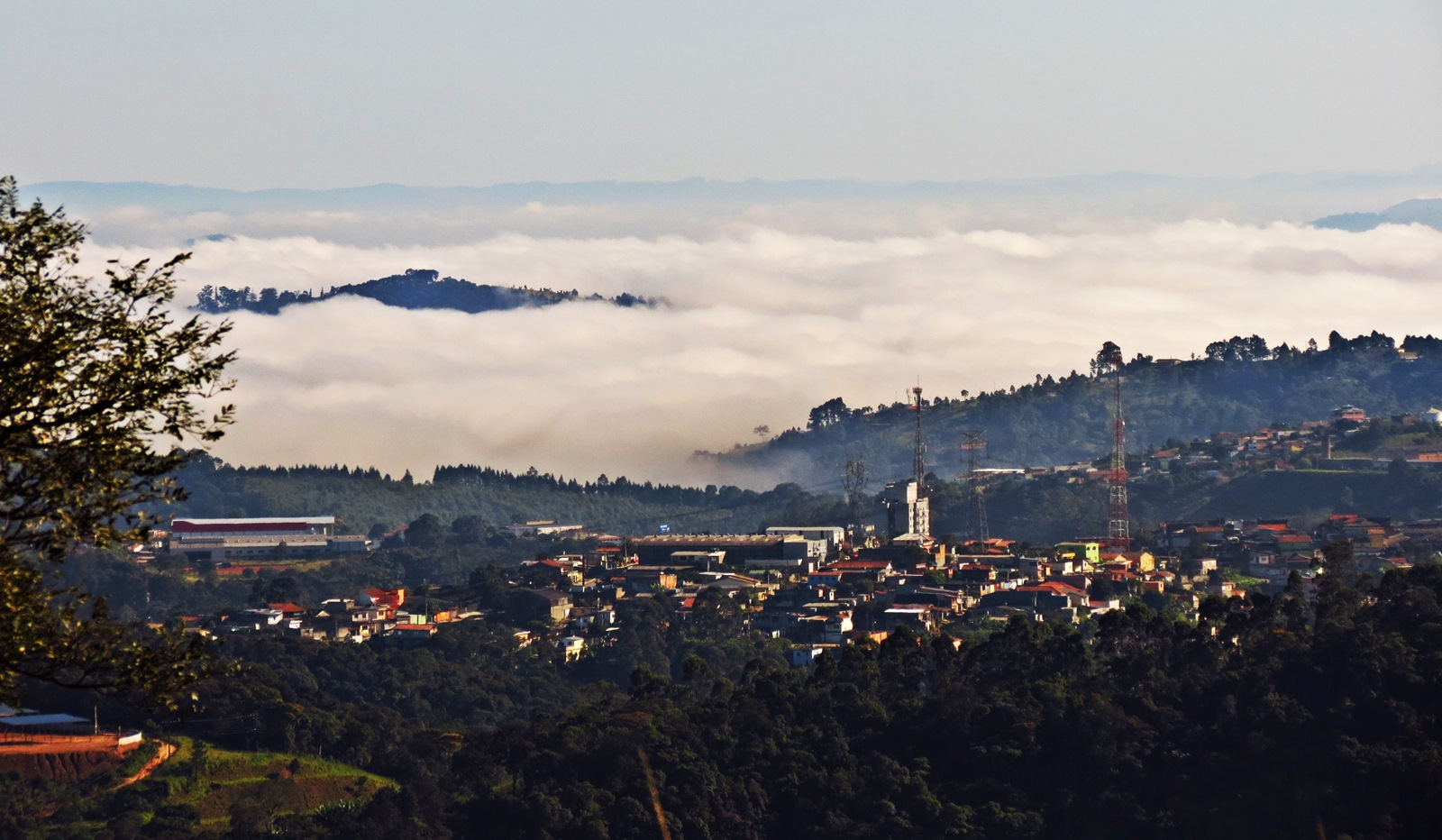
Distrito de Terra Preta visto do Pico do Olho d'Água

O Distrito de Terra Preta é composto pelos seguintes Loteamentos (Bairros):
- Bom Jesus da Capela
- Chácara Rio Verde
- Chácara Pedra Vermelha
- Chácara São João
- Chácara São Jorge
- Chácara Corumbá
- Colinas de Mairiporã I
- Colinas de Mairiporã II
- Estância Monte Verde
- Estância Santa Rita
- Jardim Almeida (Corumbá)
- Jardim América
- Jardim Azaleia
- Jardim Bela Vista
- Jardim Cardoso
- Jardim da Lagoa
- Jardim das Flores
- Jardim Jacarandás
- Jardim dos Pássaros
- Jardim Gibeon
- Jardim Lúcia
- Jardim Nippon
- Jardim Olimpo
- Jardim Paraíso
- Jardim Paulista
- Jardim Pereira
- Jardim Presidente
- Jardim São Francisco I
- Jardim São Francisco II
- Jardim Sol Nascente
- Jardim Sun Valley
- Jardim Tercasa
- Jardim Vaneza
- Jardim Vista Linda
- Jardim Presidente
- Jundiaizinho
- Loteamento Industrial
- Chácara Mil Flores
- Mirante da Mantiqueira I
- Mirante da Mantiqueira II
- Núcleo Res. Terra Preta
- Paineiras de Mairiporã
- Parque Bela Vista
- Parque das Árvores
- Parque Industrial II
- Recanto Ouro Verde
- Residencial Morada do Sol
- Silvio Garcia Romero
- Sitio Arthur
- Sitio dos Pedrosos
- Vila Monte Azul
- Village Graziela
- Jardim Maria Fernanda
- Jardim Nascente do Sol
- Estancia Santa Rita
- Jardim Brisa (Atibaia)
- Vem Viver Mairiporã

Fonte: W.M.M. (Subprefeitura Terra Preta)

### Rodovias
Terra Preta fica às margens da Rodovia Fernão Dias.

## Serviços públicos

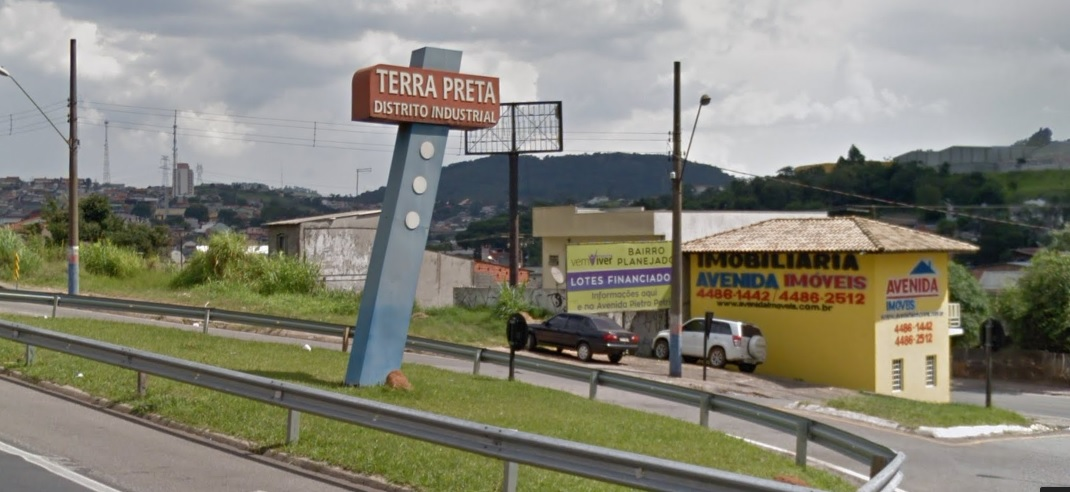
Entrada do distrito.

### Administração
Foram administradores do distrito de Terra Preta:
- Eduardo Dyotaro Yokomizo (2005 - 2006) [Nota 1]
- José Correia da Silva Neto
- Valdecir Odorico Bueno (2011 - 2012)[13]
- José Ailton Silva (2013 - 2015)[14]
- José Damião de Oliveira ("Zé do Davi" ou "Zé Ceará") (2015 - 2016) [15]
- Antonio Carlos Martinho (2016) [14]
- José Correia da Silva Neto (2017 - 2018)[16]
- Márcio Yoshiaki Utida (2018)
- Valdecir Odorico Bueno (2018 - 2019)
- José Damião de Oliveira ("Zé do Davi") (2019 - 2020)
- Hervandes Barbosa Peixoto (2021 - 2022)
- Rodolfo Leandro Iannuzzi (2022 - )
- Carlos Augusto Forti (2025 - )

### Registro civil
Feito na sede do município, pois o distrito não possui Cartório de Registro Civil das Pessoas Naturais.

### Educação
Na educação, o distrito industrial de Terra Preta pelo SENAI que chegou aqui em outubro de 2004 e se estabeleceu em um prédio em 2009 e outros cursos pela ETEC inaugurada pelo Governo do Estado de São Paulo em 10 de maio de 2014.

### Saneamento
O serviço de abastecimento de água é feito pela Companhia de Saneamento Básico do Estado de São Paulo (SABESP).

### Energia
A responsável pelo abastecimento de energia elétrica é a Neoenergia Elektro, antiga CESP.

### Meios de comunicação

#### Emissoras de Rádio
- 87,5 MHz - Rádio Estação FM
- 100,1 MHz - Transamérica
- 100,9 MHz - Jovem Pan
- 104,1 MHz - Top FM
- 106,1 MHz - Rádio Vida FM

#### Emissoras de TV
- 5 VHF / 30 UHF - Rede Globo
- 4 VHF / 57 UHF - SBT
- 13 VHF / 13 UHF - Band
- 7 VHF / 21 UHF - Record
- 2 VHF / 54 UHF - TV Cultura
- 34 UHF - Rede Vida

#### Jornais e Revistas
- Jornal Correio Juquery
- Jornal Cidade de Mairiporã
- Imprensa Oficial
- Cantareira News
- Revista Terra Preta, desde agosto de 2015. [25]
- Jornal de Terra Preta [26]

#### Telefonia
O sistema de telefones automáticos foi inaugurado no distrito em 1980 pela Telecomunicações de São Paulo (TELESP), que também implantou o sistema de discagem direta à distância (DDD) em 1981 com o código de área (011).

## Lazer

### Parque Esportivo Terra Preta
No dia 30 de março de 2019 foi inaugurado o Parque Esportivo de Terra Preta, local que contém quadra poliesportiva, quadra de streetball, playground, academia ao ar livre, cancha de bocha, salão de eventos e uma pista de caminhada.

## Atividades econômicas

### Indústrias
A primeira empresa a se instalar em Terra Preta foi a Osato e Cia Ltda., formada pela família Osato que chegou a cidade em 1958, construindo granjas para a criação de galinhas poedeiras, em gaiolas, e as primeiras granjas para a criação de frangos de corte. Mas foi a partir de 1967 que a parte industrial de Terra Preta foi desenvolvida, depois que uma lei proibiu a instalação de indústrias no centro de Mairiporã, em razão de leis de proteção de mananciais.

## Religião
O Cristianismo se faz presente no distrito da seguinte forma:

### Igreja Católica
- A igreja faz parte da Diocese de Bragança Paulista[32].

### Igrejas Evangélicas
- Assembleia de Deus - O distrito possui congregação da Assembleia de Deus Ministério do Belém, Setor 21 - Mairiporã[33][34].
- Congregação Cristã no Brasil[35].